# Olindo Malagodi
Olindo Malagodi (Cento, 28 gennaio 1870 – Parigi, 30 gennaio 1934) è stato uno scrittore, giornalista e politico italiano.

## Biografia
Figlio di Ludgarda Luminasi e di Tommaso Malagodi, nacque a Cento nel 1870 in un'antica famiglia di proprietari terrieri della Bassa padana. Sostenne studi umanistici a Bologna, Firenze e Milano, dove si laureò in lettere nel 1893. Collaborò a diversi quotidiani di area socialista, fondando a Reggio Emilia, nel 1894, il giornale «Il Punto nero». Nel 1895 Malagodi fu corrispondente del «Secolo», testata di area radicale, all'epoca il primo quotidiano italiano.

Si trasferì poi a Londra, dove rimase fino al 1905. Nel 1904 si sposò a Londra con Gabriella Ester Levi, dalla quale nello stesso anno ebbe un figlio, Giovanni Malagodi. In quel periodo ampliò la sua formazione politica, abbandonando poco a poco le idee socialiste in favore di un liberalismo conservatore. Riprese tuttavia a scrivere per «Critica sociale» ed iniziò a collaborare con l'«Avanti!». Nel 1908 scrisse un lungo reportage sulla Calabria, che poi uscì in volume (Calabria desolata). 
Tornato definitivamente in Italia nel 1910 divenne direttore del quotidiano politico romano «La Tribuna», incarico avuto su indicazione di Giovanni Giolitti, con il quale ebbe una lunga amicizia. Nel 1920 appoggiò il ritorno al governo di Giolitti, che lo nominò senatore l'8 giugno 1921. Con l'avvento del fascismo la pubblicazione del giornale fu interrotta dalle violenze squadriste, di cui egli stesso rimase vittima. Nel 1923 un nuovo gruppo finanziario rilevò la testata giornalistica; Malagodi lasciò il giornale e la politica e si ritirò a vita privata. 
Trascorse gli ultimi anni della sua vita a Parigi, dove morì a causa di un ictus nel 1934, all'età di 64 anni.

## Saggi
Olindo Malagodi scrisse numerose opere di carattere sociale e politico:
- L'imperialismo e la civiltà materiale (1901),
- Calabria desolata (1908),
- La figura e l’opera di Giovanni Giolitti (1922),
- Conversazione della guerra 1914-1919 (postumo, 1960).

Fu anche autore di raccolte di poesie, come Il focolare e la strada del 1904 (che testimonia il suo legame coi luoghi della sua prima giovinezza), o Poesie vecchie e nuove, del 1928.

## Intitolazioni
In suo onore, gli è stata intitolata una via a Cento e una a Roma, quest'ultima situata nel quartiere di Pietralata, non lontano dalla via Tiburtina.